# Nord

O busolă (se ține orizontal). Litera „N” înseamnă „nord” și trebuie aliniată cu acul, care indică direcția nordului magnetic.

Nordul (numit și „miazănoapte”, „septentrion”) este una dintre cele patru direcții cardinale. În cultura europeană și occidentală nordul este tratat drept direcția primară, fiind folosit, implicit sau explicit, pentru a defini celelalte 3 direcții cardinale. De obicei partea de sus a hărților reprezintă marginea nordică a zonei reprezentate.
Atributele „boreal”, „septentrional” și „arctic” se referă la direcția sau zona nordică (pe Pământ).
Direcția opusă nordului se numește „sud”.

## Definiții
„Nord” poate însemna:
- Nordul geografic - este direcția spre unul dintre polii geografici, și anume spre acela care e în stânga locului de unde răsare soarele, pentru un observator așezat în apropierea ecuatorului (un pol geografic este locul unde axa de rotație a unei planete îi intersectează suprafața).
- Nordul magnetic, direcția (în planul orizontal) pe care intensitatea câmpului magnetic este maximă, sensul fiind cel al nordului convențional.
- O direcție care aproximează nordul geografic cu o precizie de ordinul gradelor, folosită de exemplu la începerea unei călătorii sau atunci când deplasarea se poate face doar într-un caroiaj orientat aproximativ pe direcția nord-sud.
- Pe o autostradă sau un traseu înseamnă direcția pe care trebuie să te deplasezi pe traseu pentru a ajunge la capătul său de nord, chiar dacă această direcție este mult diferită (local) de nordul geografic.
- Parte a unei autostrăzi pe care traficul se desfășoară exclusiv în direcția nord.
- „Nordul” (prin contrast cu sudul sărac) - un grup de țări puternic dezvoltate, cu sistem politic caracterizat de democrația parlamentară și respectarea drepturilor omului, cu un înalt standard de viață.

## Etimologie
Cuvântul „nord” își are originea în particula indo-europeană „ner”. El se regăsește și în limbile franceză și germană. 

## Declinația magnetică
Declinația magnetică este diferența (unghiulară) dintre nordul magnetic (așa cum este el indicat de o busolă necorectată) și nordul geografic; de obicei această diferență poate fi ignorată (este destul de mică); dacă e nevoie de o precizie mai mare, ea poate fi calculată mental ori luată din tabele.

## Nordul ca direcție principală
În emisfera nordică stelele par a se roti noaptea pe cer în jurul unui punct care indică exact nordul geografic. Din această cauză alegerea nordului ca direcție favorizată, sinonimă cu „sus”, este naturală, la fel cum pentru aceasta sudul a fost ales în emisfera sudică. În cultura chineză hărțile sunt desenate cu partea de sud în sus.
În culturile europene (ca și în majoritatea culturilor din emisfera nordică):
- „Sus” este o metaforă pentru „nord”
- Hărțile sunt desenate cu partea de nord (magnetic sau geografic) în sus
- Globurile pământești se așază cu nordul în sus, și eventual cu o înclinație corespunzatoare înclinării axei de rotație a Pamântului față de planul orbitei
- Pe hărți este indicată direcția nord cu ajutorul unei săgeți (sau eventual se folosesc două săgeți, pentru nordul geografic și cel magnetic) sau cu ajutorul unei roze a vânturilor, care are de obicei nordul scos în evidență prin îngroșare.

## Estulșivestulca direcții auxiliare
Dacă alegerea nordului ca prioritar față de sud este naturală, nu la fel se poate spune despre est și vest; în mod tradițional, prin „est” se înțelege locul de unde răsare soarele, iar prin „vest” locul unde apune. Totuși, în afara cazului unui observator aflat la ecuator, apar unele incertitudini:
- Cele două direcții nu ar fi opuse (nu ar avea un unghi de 180 de grade între ele)
- Ele și-ar schimba poziția de la o zi la alta

Din această cauză, pentru a defini estul și vestul este nevoie mai întâi de determinarea axei nord-sud ca fiind mediana unghiului format de direcțiile răsărit și apus, apoi stabilirea estului drept direcția perpendiculară pe mediană și care este mai apropiată de răsărit (și similar în cazul vestului).